# Kotlina (Kneževi Vinogradi)

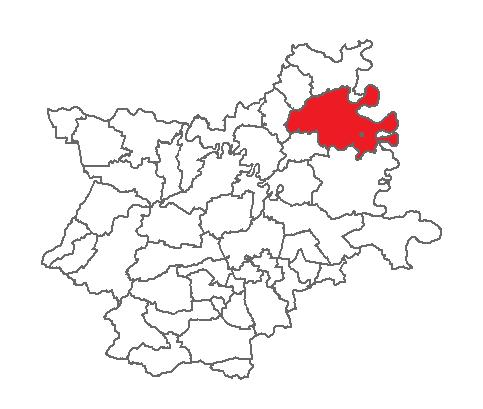
Lage der Siedlung Kotlina in der Gespanschaft Osijek-Baranja

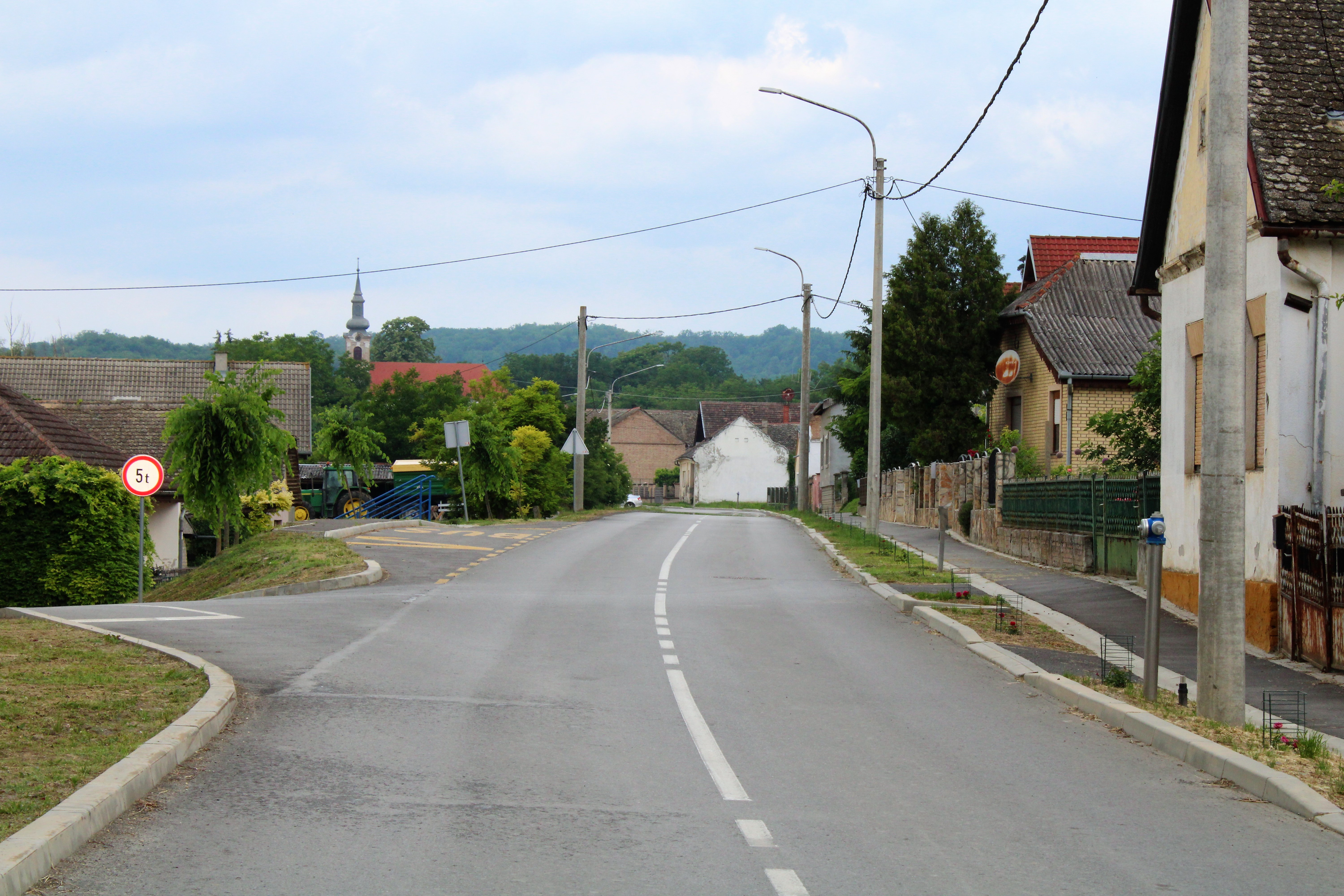
Dorfzentrum

Kotlina (ungarisch Sepse) ist ein Dorf in der Gemeinde Kneževi Vinogradi in der Gespanschaft Osijek-Baranja im Nordosten Kroatiens. Es hat 208 Einwohner (2021) und liegt nahe der kroatisch-ungarischen Grenze.

## Geographie
Die Ortschaft liegt etwa 30 km nördlich von Osijek und 18 km östlich von Beli Manastir. Die ungarische Grenze ist etwa 20 km entfernt und bis nach Serbien sind es ca. 16 km.

## Nachbarorte
| Branjina | Podolje                                     | Suza |
| Popovac  | Kompassrose, die auf Nachbargemeinden zeigt | Suza |
| Kamenac  | Kneževi Vinogradi                           | Suza |

## Geschichte

### Vorgeschichte
Mehrere archäologische Funde deuten darauf hin, dass Kotlina bereits in der mittleren Jungsteinzeit bewohnt war. Auf einem Hügel unweit des Dorfes fand man mehrere Keramikfragmente die schwarz gefärbt und mit dünnen Linien verziert waren. Viele dieser Fundstücke werden der Sopot-Kultur zugeordnet. Im Zuge dieser Ausgrabungen fand man Knochen, die darauf hinweisen, dass es sich um Gräber handeln könnte.

### Mittelalter
Im Jahre 1227 wurde Kotlina erstmals schriftlich mit der Bezeichnung Srebsa in einer Urkunde des ungarisch-kroatischen Königs Andreas II. erwähnt. Im Mittelalter wechselte das Dorf häufig den Besitzer und bereits im 14. Jahrhundert hatte es eine eigenständige Pfarrei.
Als 1526 die Türken die Siedlung besetzten, wurde es Teil des Osmanischen Ungarn. Im türkischen Steuerbuch von 1591 steht, das die Bevölkerung hauptsächlich nur aus Ungarn bestand.
Während des Großen Türkenkrieges im Jahre 1687 wurde die Region von der türkischen Herrschaft befreit und Prinz Eugen von Savoyen erhielt das Gebiet als königliche Schenkung für seine militärischen Verdienste. Bis zu Eugen Savoyens Tod war Kotlina Teil seines Herrschaftsanwesens in Bilje. Im Jahr 1736 ging das Gut und die Ländereien an die Hofkammer über und Maria Theresia schenkte 1780 das Anwesen ihrer Tochter Erzherzogin Maria Christina  und ihrem Ehemann Prinz Albert Kasimir. Später erbte das Gut Erzherzog Karl und es blieb bis zum 1. Weltkrieg im Besitz seines Bruders Friedrich.

### Neuzeit
Nach Ende des Ersten Weltkrieges und bis zum Friedensvertrag von Trianon gehörte die Region zum Komitat Baranya. Kurz darauf, im Jahr 1918 wurde es dem neuen Königreich Jugoslawien zugesprochen. Während des 2. Weltkrieges, von 1941 bis 1945, gehörte das Gebiet wieder zu Ungarn. Später folgte dann die Eingliederung in die SFR Jugoslawien. Seit 1991 ist es Bestandteil von Kroatien.

## Bevölkerung
Laut der Volkszählung von 1910 hatte Kotlina damals 1048 Einwohner, davon 1034 Ungarn, 11 Deutsche, 1 Slowake und 1 Kroate. 1046 der Einwohner sprachen Ungarisch (98,5 %). Die Bevölkerung des Dorfes sank im Jahr 2011 auf 288. Der Anteil der Ungarn an der Bevölkerungszusammensetzung betrug 2001 88,32 %.
| Bevölkerungsentwicklung | Bevölkerungsentwicklung | Bevölkerungsentwicklung | Bevölkerungsentwicklung | Bevölkerungsentwicklung | Bevölkerungsentwicklung | Bevölkerungsentwicklung | Bevölkerungsentwicklung | Bevölkerungsentwicklung | Bevölkerungsentwicklung | Bevölkerungsentwicklung | Bevölkerungsentwicklung | Bevölkerungsentwicklung | Bevölkerungsentwicklung | Bevölkerungsentwicklung | Bevölkerungsentwicklung | Bevölkerungsentwicklung |
| ----------------------- | ----------------------- | ----------------------- | ----------------------- | ----------------------- | ----------------------- | ----------------------- | ----------------------- | ----------------------- | ----------------------- | ----------------------- | ----------------------- | ----------------------- | ----------------------- | ----------------------- | ----------------------- | ----------------------- |
| 1857                    | 1869                    | 1880                    | 1890                    | 1900                    | 1910                    | 1921                    | 1931                    | 1948                    | 1953                    | 1961                    | 1971                    | 1981                    | 1991                    | 2001                    | 2011                    | 2021                    |
| 907                     | 1014                    | 1034                    | 1083                    | 1075                    | 1048                    | 1012                    | 1014                    | 936                     | 912                     | 862                     | 731                     | 533                     | 460                     | 334                     | 284                     | 208                     |

## Wirtschaft
Die Bewohner von Kotlina leben hauptsächlich von der Landwirtschaft wie dem Anbau von Nutzpflanzen, der Viehzucht sowie dem Weinanbau, der eine sehr wichtige Einkommensquelle der Siedlung ausmacht. Im Jahr 2013 waren 30 Familienbetriebe im landwirtschaftlichen Sektor registriert.
Im Jahr 2012 wurde die neue Kreisstraße zwischen Kotlina und Podolje fertiggestellt und offiziell eröffnet. Die etwa 2,8 km lange Strecke verband nicht nur die beiden Siedlungen miteinander, sondern auch die zwei Gemeinden Draž und Kneževi Vinogradi. Der Bau der neuen Verbindungsstraße mit neu angelegten Gehwegen im Ort kostete damals über 1,2 Millionen Euro.

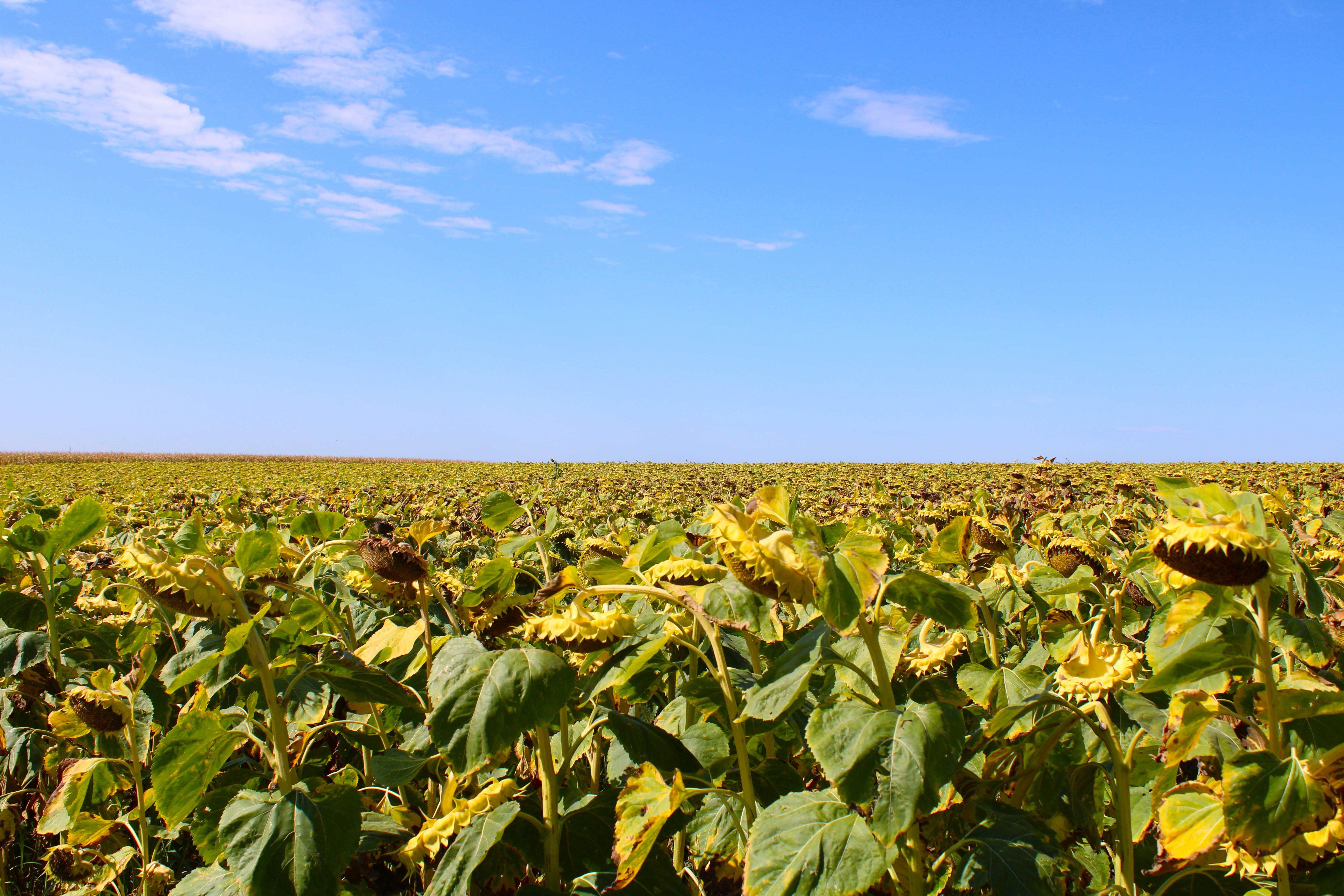
Sonnenblumenfelder am Ortsrand
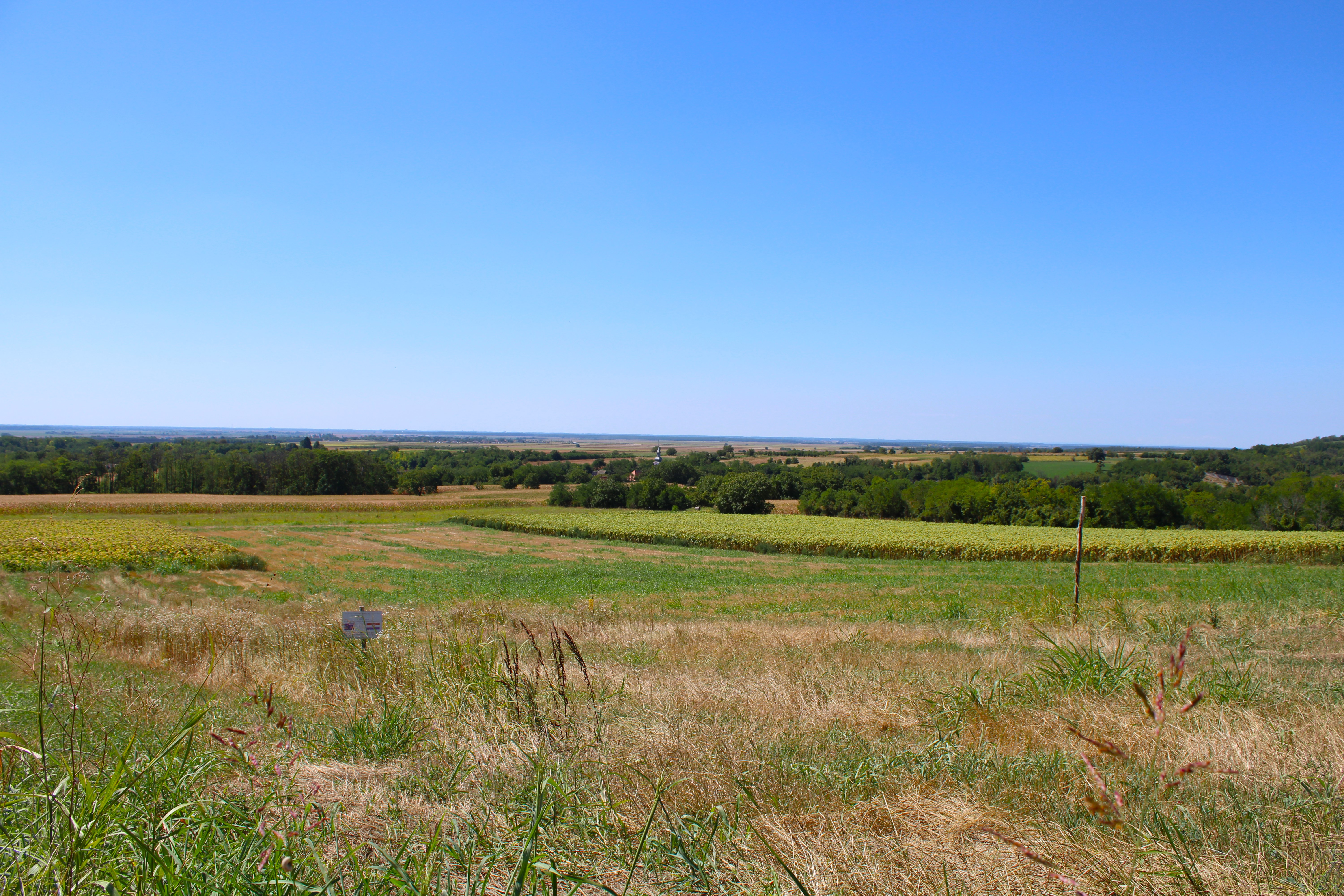
Landwirtschaftliche Flächen
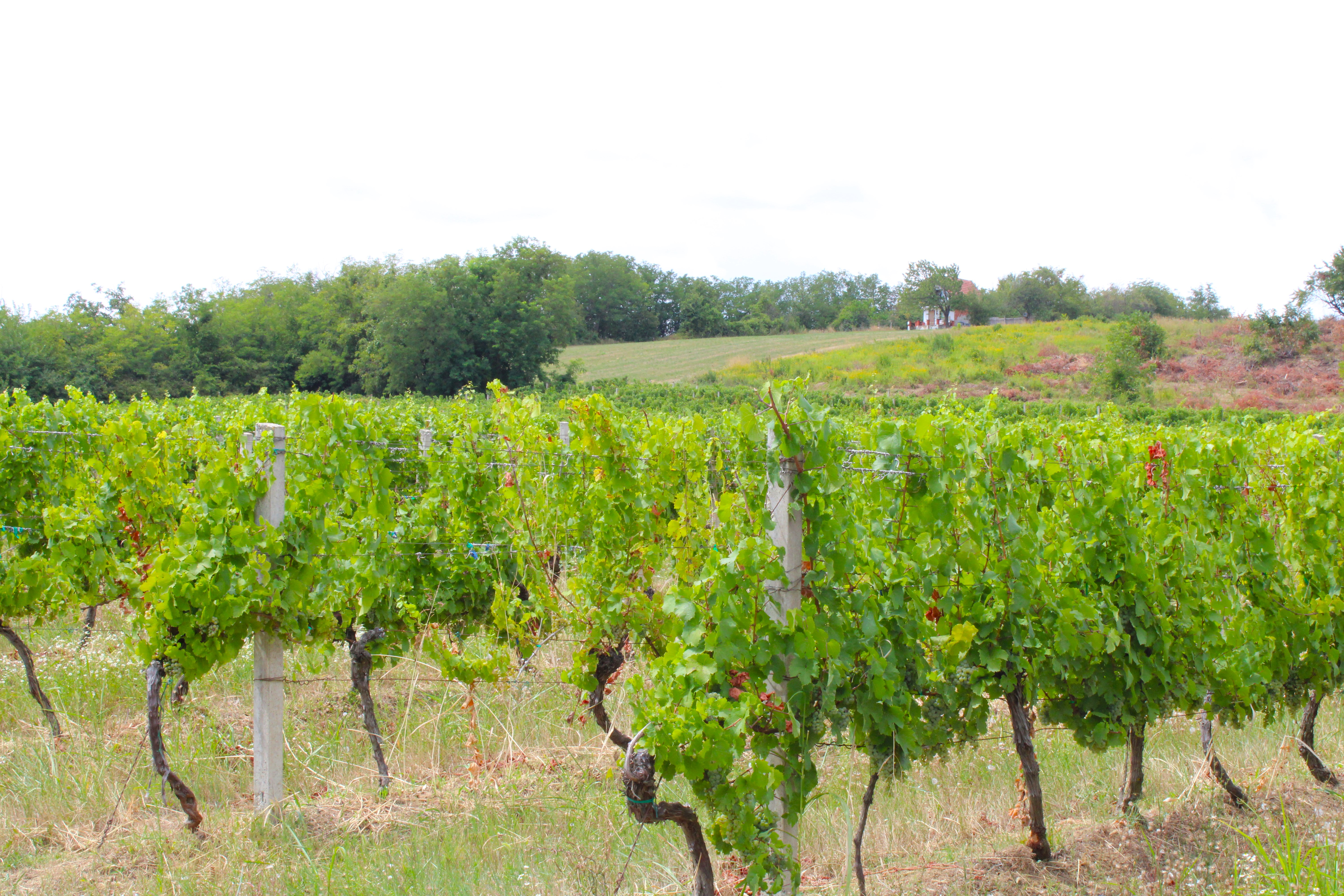
Weinberg
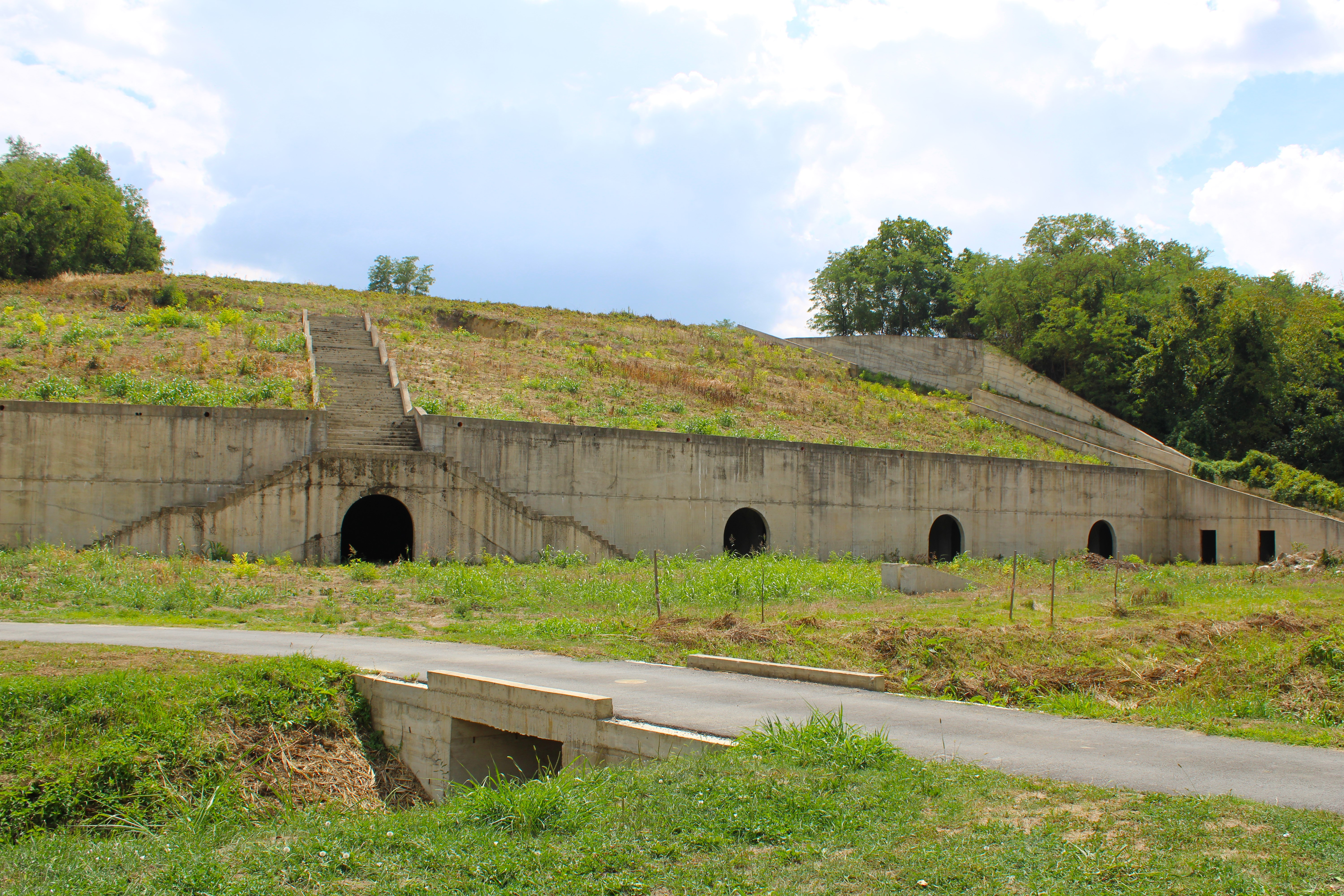
Weinkeller
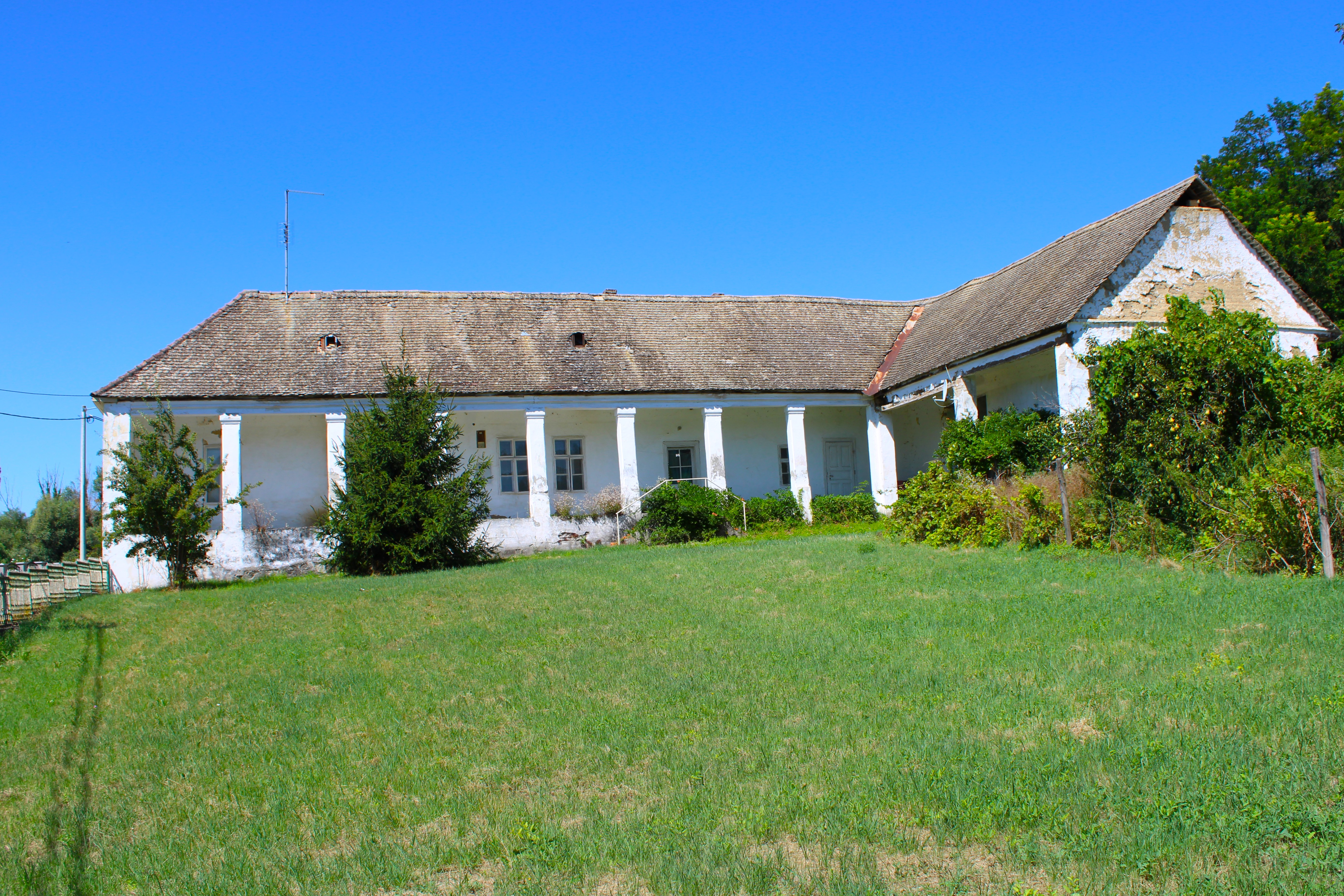
Ungarisches Bauernhaus

## Kultur und Sehenswürdigkeiten
- Die reformierte Kirche[9] in Kotlina wurde zwischen 1803 und 1806 erbaut, da die Kirche davor im Jahr 1803 bei einem Brand völlig zerstört wurde. Die neue Kirche wurde an einer anderen Stelle erbaut und liegt auf einem erhöhten Plateau, das über eine mit Ziegeln gepflasterte Treppe von der Hauptstraße erreichbar ist. Bei dem Gebäude handelt es sich um ein einschiffiges Längsgebäude mit den Abmessungen 12 × 30 Meter sowie mit einem Glockenturm an der Hauptfassade und einem flachen Abschluss des Kirchenschiffs an der Rückseite. In den Jahren 1856, 1882, 1963, 1984, 2006 und 2023 wurden Renovierungsarbeiten durchgeführt.
- Die reformierte Pastoralresidenz steht ein paar Meter südlich der Kirche und wurde 1853 im historischen Stil erbaut. Die Längsseite des rechteckigen Gebäudes ist der Straße zugewandt. Dahinter befindet sich ein 1867 erbautes Nebengebäude, das zusammen mit den Pfarrwohnungen eine architektonische Einheit bildet.
- Römisch-katholische Kapelle Maria. Nach Angaben der Ältesten des Dorfes war die Kapelle bereits 1936 in Betrieb, könnte aber schon früher existiert haben. Ende der 1970er Jahre wurde die morsche Holzkonstruktion des Glockenturms auf dem Hügel über der Kapelle durch die heute noch vorhandene Eisenkonstruktion ersetzt. Eine Lourdes-Grotte, der neue Altar und die Kanzel wurden 1983 fertiggestellt.
- Kriegerdenkmal aus dem Ersten Weltkrieg mit Namen der Gefallenen. Eine weitere Gedenktafel erinnert an die Opfer des Zweiten Weltkrieges.

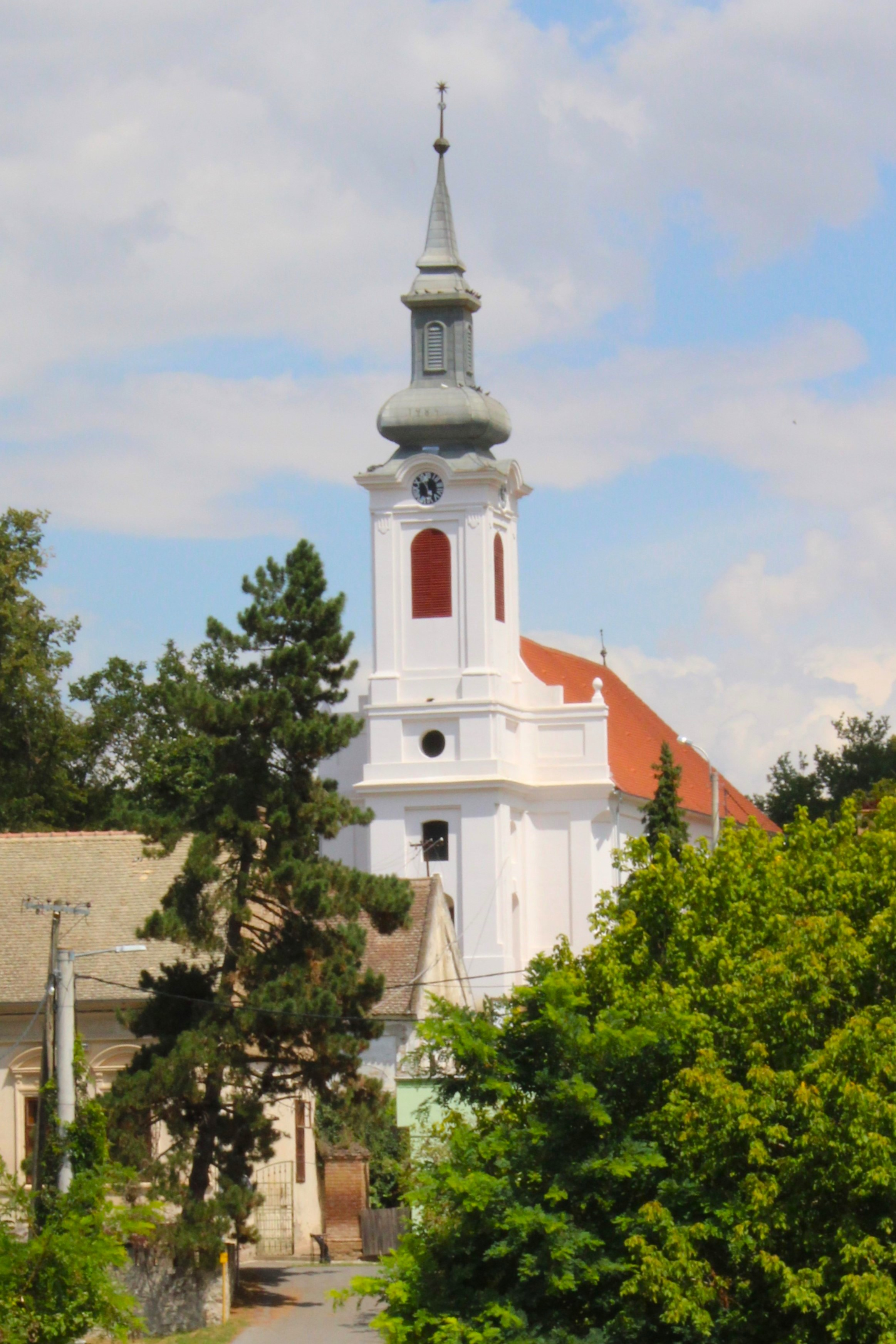
Reformationskirche
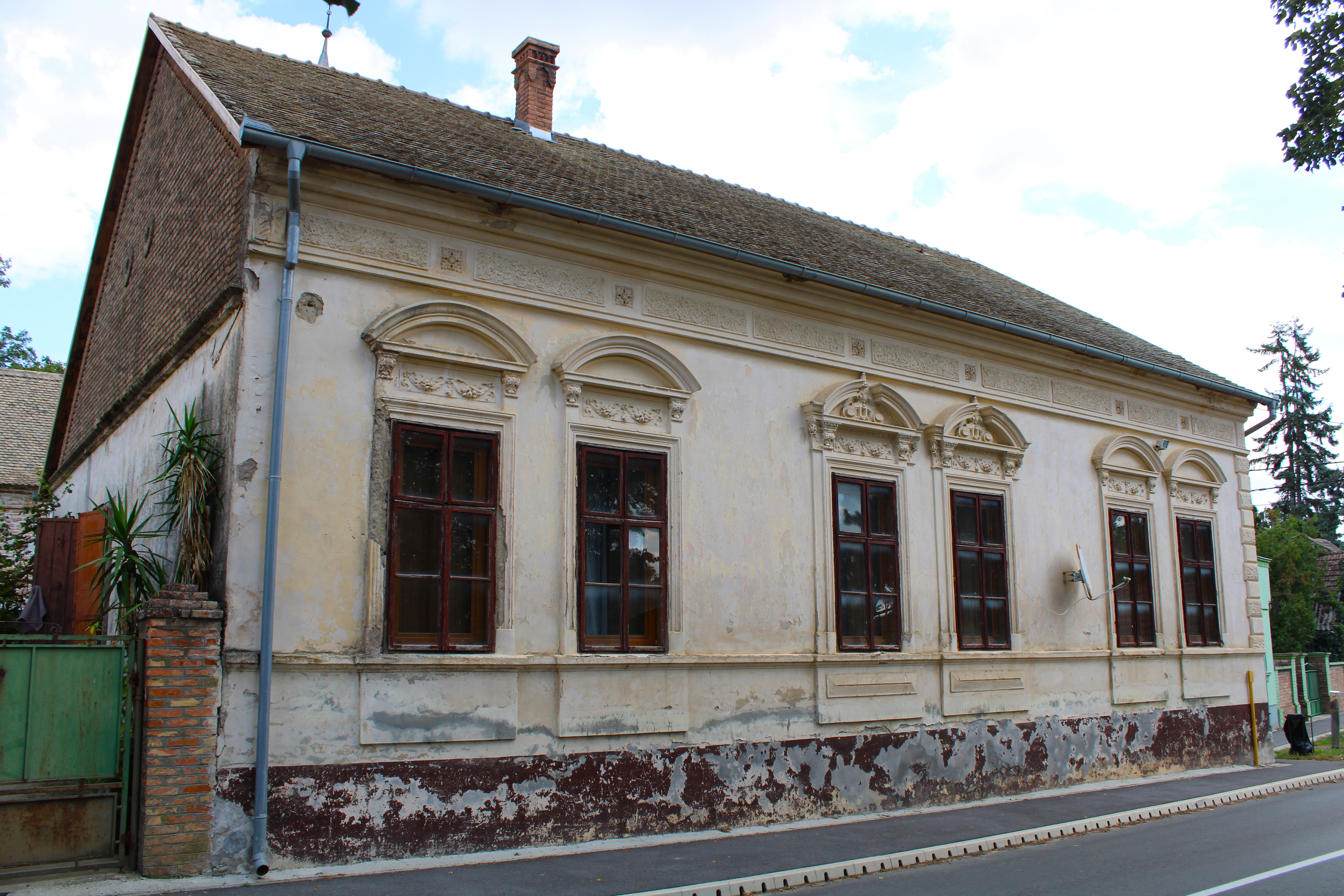
Pastoralresidenz
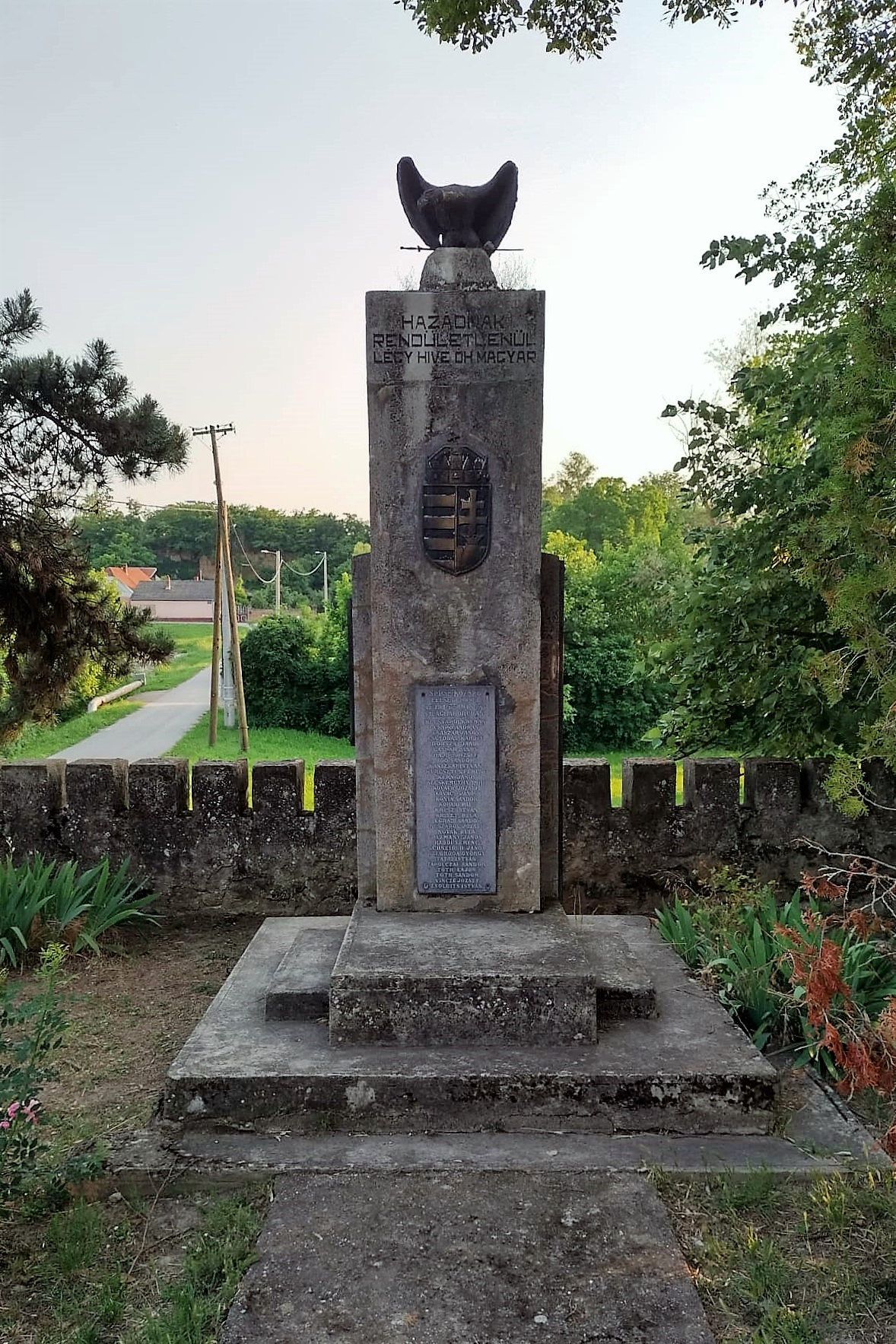
Kriegerdenkmal
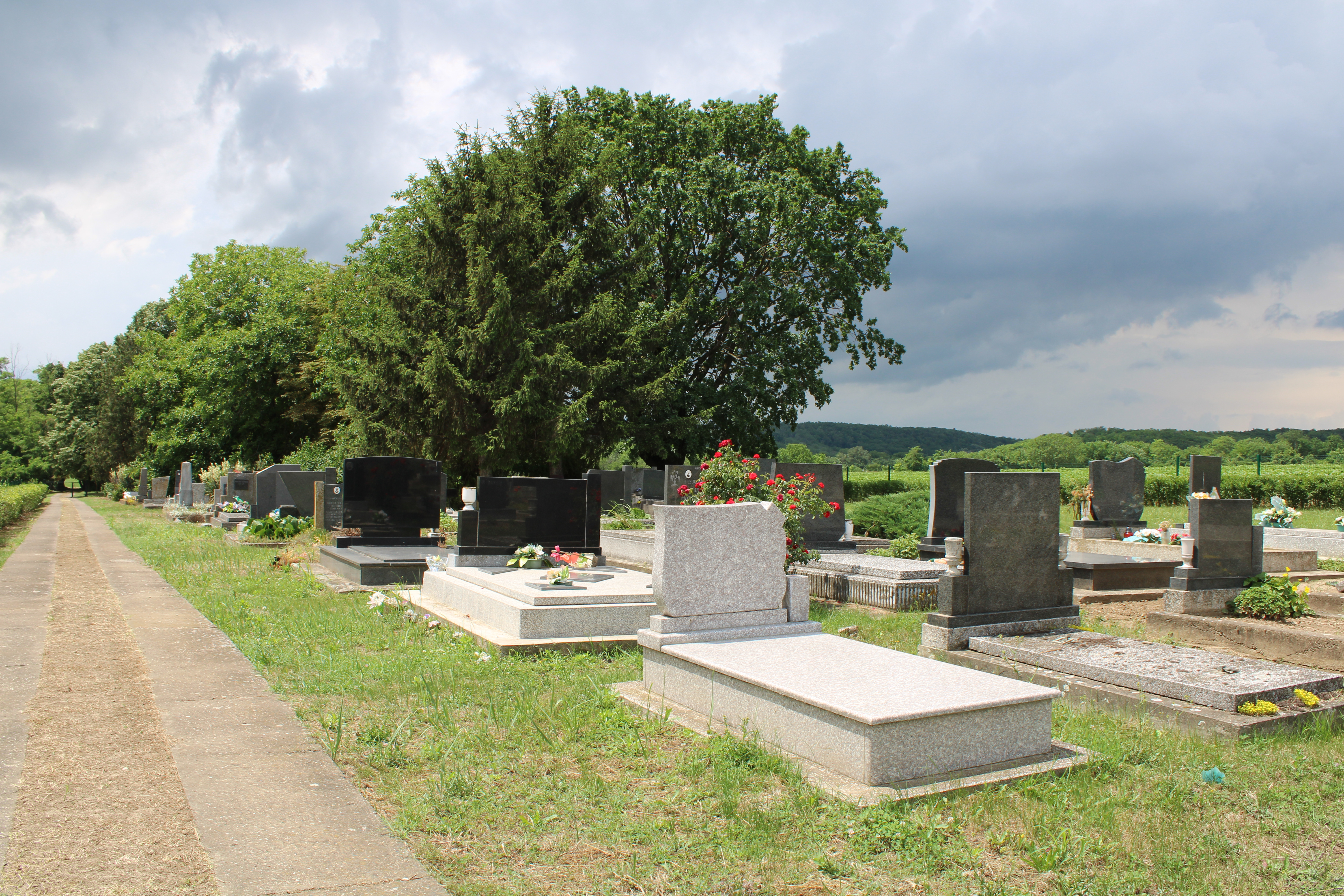
Evangelischer Friedhof
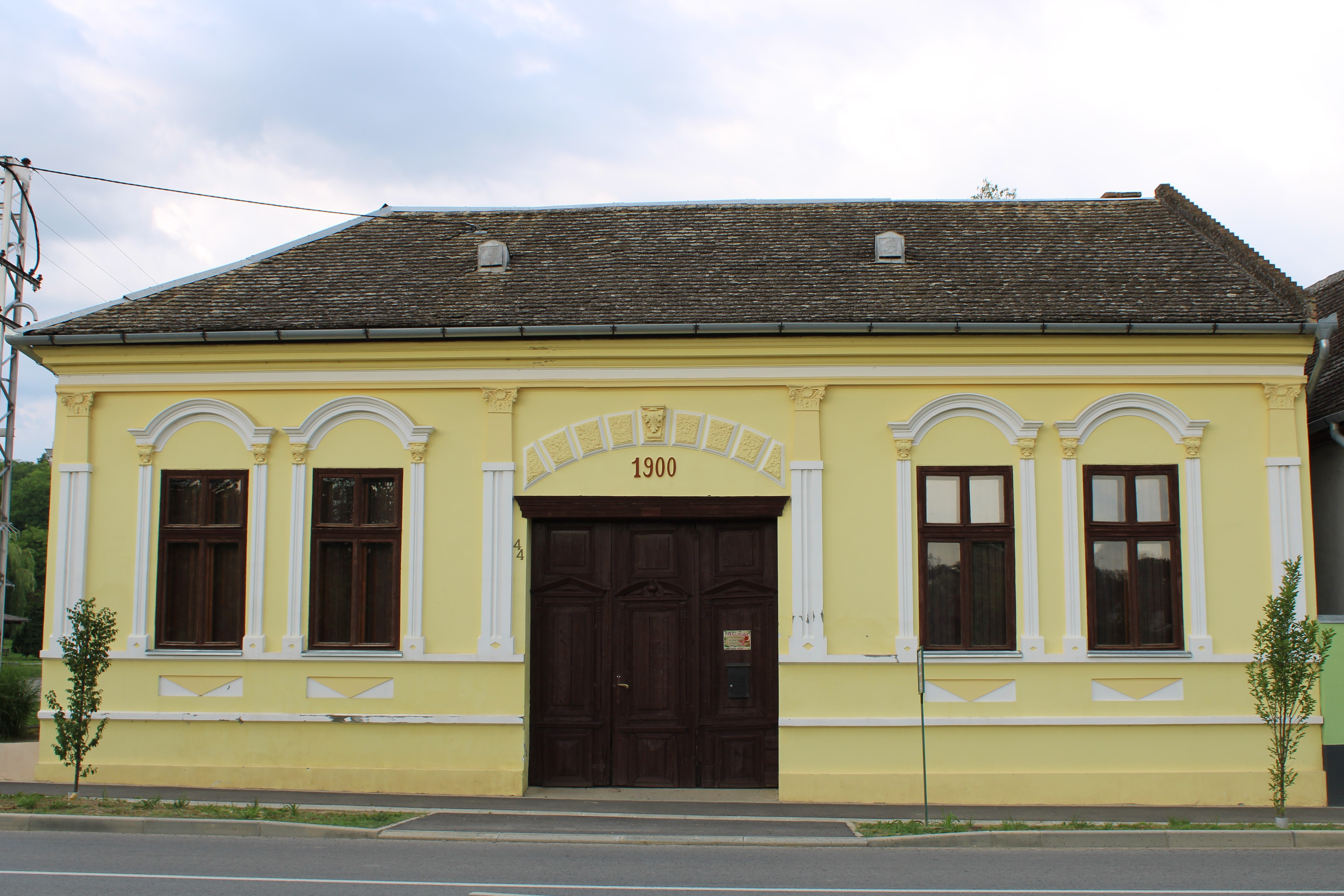
Ungarisches Bauernhaus
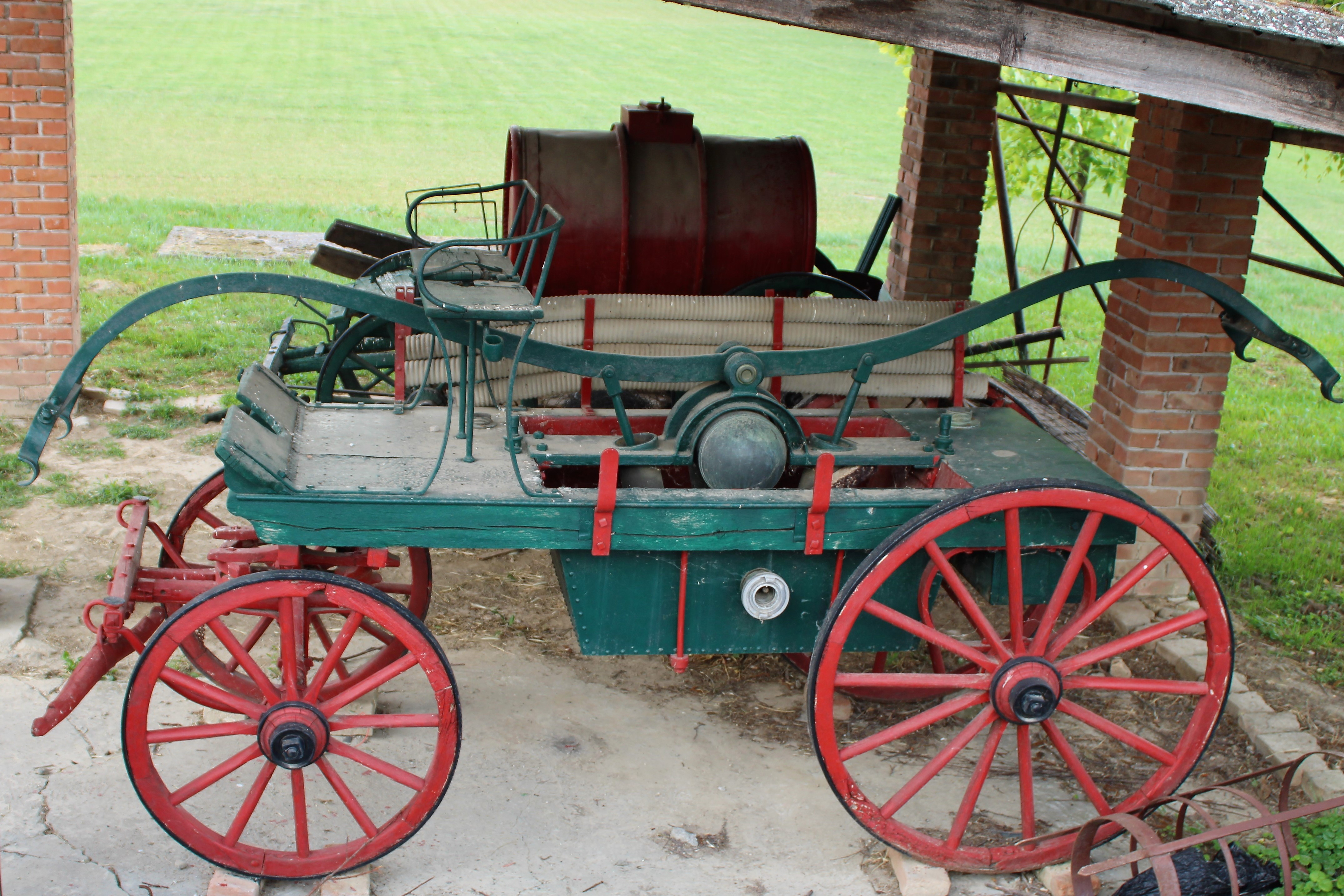
Historische Löschpumpe
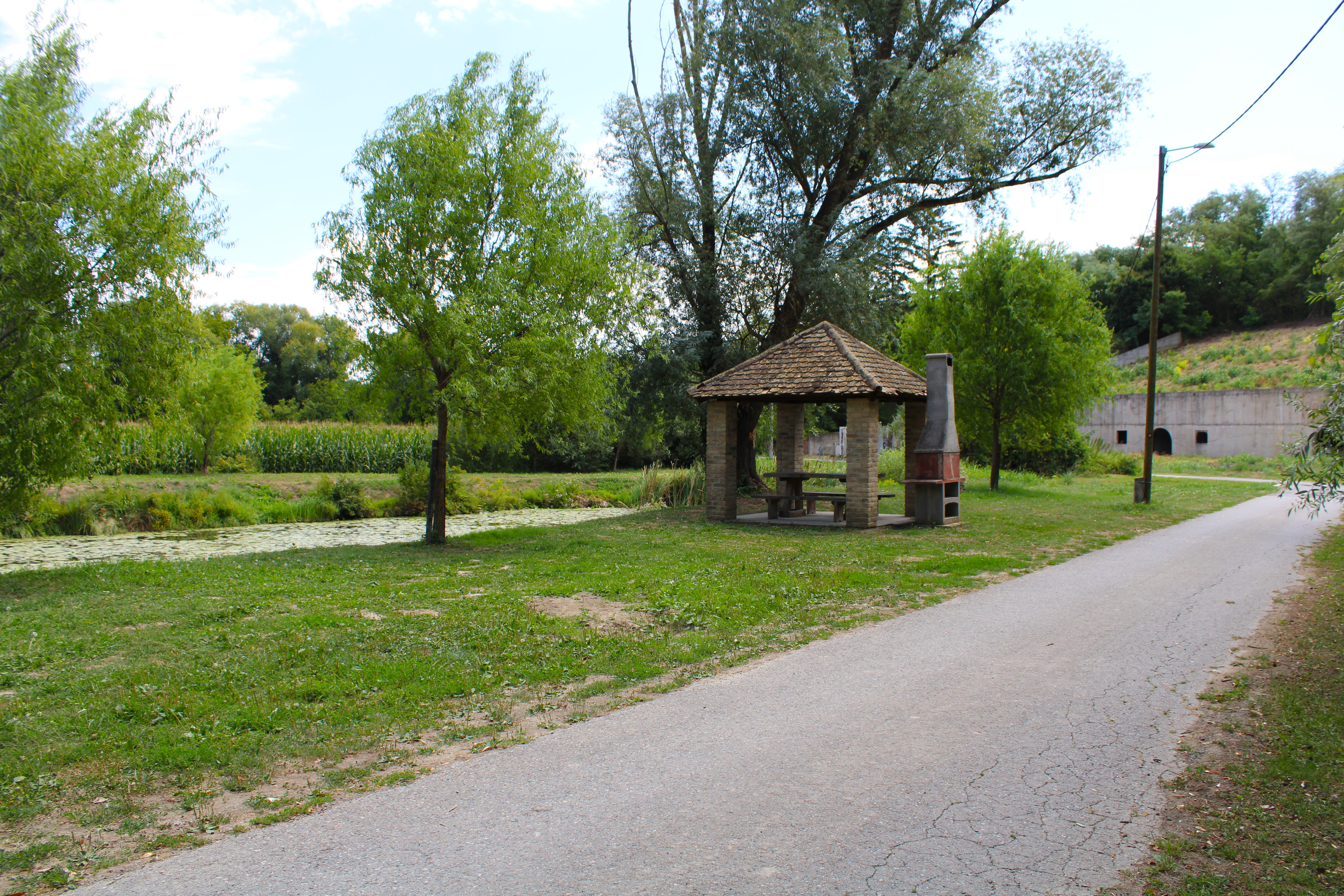
Grillplatz am Fischweiher

## Bildung

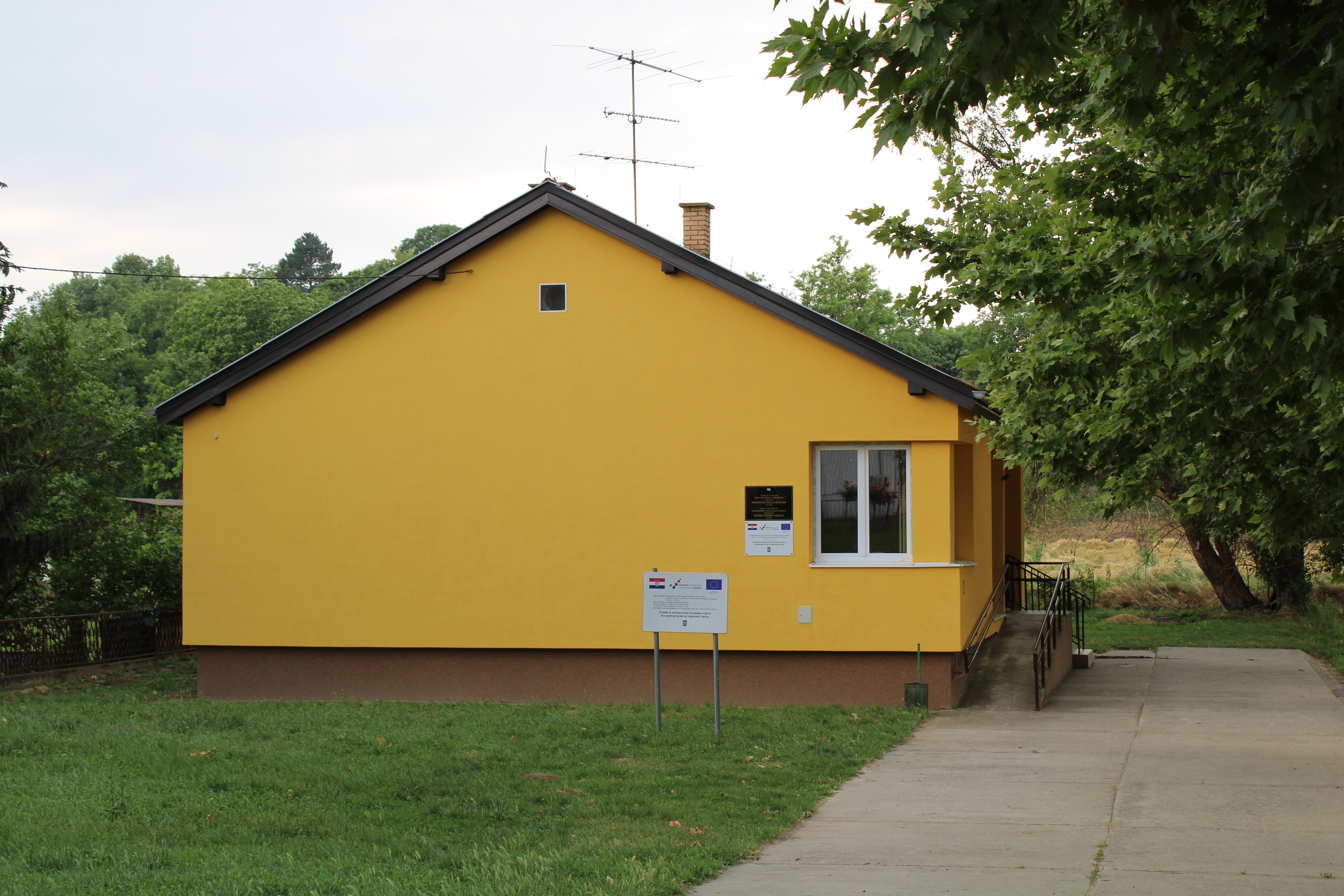
Grundschule Zmajevac in Kotlina

Im Dorf befindet sich eine Ortsschule der Grundschule Zmajevac, in der Kinder in den Klassen 1 bis 4 unterrichtet werden.

## Vereine

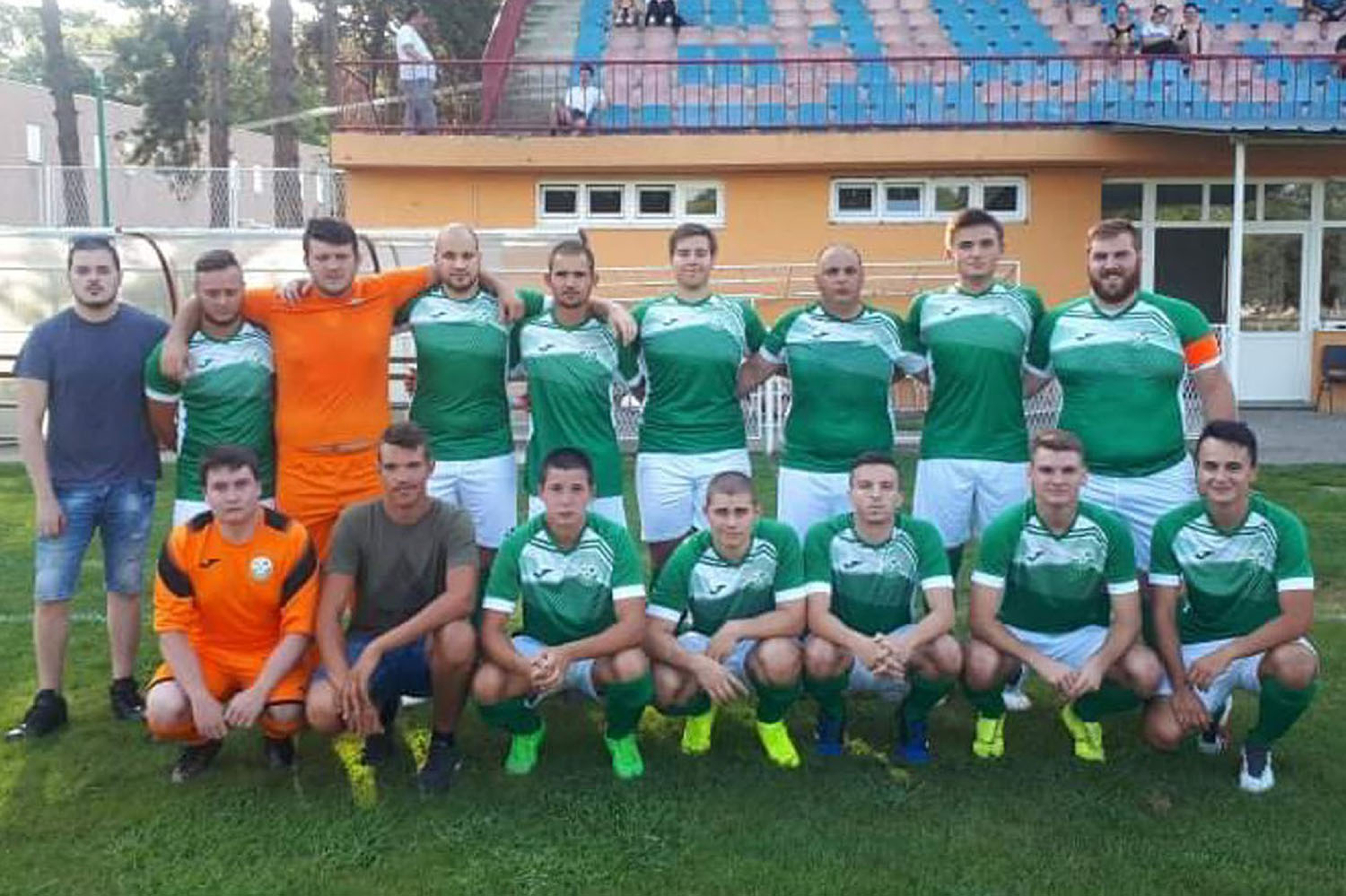
Fußballmannschaft ŠNK Grozd von 2020

Im kroatischen Vereinsregister Registar udruga Republike Hrvatske sind 10 Vereine mit Sitz in Kotlina registriert (Stand: VIII/2023):
- Freiwillige Feuerwehr „DVD Kotlina“, gegründet 17. März 1999 (Glavna)
- Jugendverein „Jozsef Attila“, gegründet 12. Januar 2005 (Glavna 92)
- Kulturverein „Vrata prema Europi Kotlina“, gegründet 11. März 2014 (Petefi Šandora 14)
- Nichtregierungsorganisation „DZMH“, gegründet 30. April 2007 (Glavna 94)
- Fußballverein „Grozd“ Kotlina, gegründet 11. März 1969 (Glavna 10)